# لوتشيانو روتشا
لوتشيانو روتشا هو لاعب كرة قدم برازيلي، ولد في القرن 20.